# 弗拉基米尔·特罗申
弗拉基米爾·康斯坦季諾維奇·特羅申（俄语：Влади́мир Константи́нович Тр́ошин，1926年5月15日—2008年2月25日），前蘇聯及俄羅斯歌手、電影和戲劇演員。擁有“人民藝術家（1985年）”的榮耀稱號。斯大林文學獎得主（1951年）。風行全球的歌曲《莫斯科郊外的晚上》便是弗拉基米爾·特羅申原唱。此外，他又演唱如《三套車》、《我的莫斯科》等經典的歌曲，在俄羅斯甚至國際都有很高的聲譽。